# 山名神社
山名神社（やまなじんじゃ）は、静岡県周智郡森町飯田にある神社。祭神は素戔嗚尊。

## 由緒
この神社の創建は、706年（慶雲3年）と伝えられ、江戸時代までは牛頭天王（素戔嗚尊）を祀ることから牛頭天王社、天王社と称されていたが、明治初年の神仏分離に伴い現在の山名神社と改称された。

## 祭礼
- この神社の祭礼（山名神社天王祭）は7月15日に近い金曜日から日曜日にかけて行われ、このとき演じられる「天王祭舞楽」は国の重要無形民俗文化財に指定されている（指定名称は「遠江森町の舞楽」）。この舞楽は、8段からなり、室町時代の中ごろに摂津国（現在の大阪府）から伝えられたものとされる。
- また、この祭の際に遠州地方特有の二輪屋台（山車）が引き回される。

## 所在地
- 静岡県周智郡森町飯田2590

## アクセス
- 秋葉バスサービス秋葉線・秋葉中遠線「天王」停留所下車すぐ。（JR東海道線袋井駅から遠州森町／気多行バスで約25分。）